# Episodi di Aiutami Hope! (seconda stagione)
La seconda stagione della serie televisiva Aiutami Hope! è stata trasmessa negli Stati Uniti dal 20 settembre 2011 al 17 aprile 2012 sul canale Fox.
In Italia è trasmessa in prima visione dal 3 aprile 2012 sul canale satellitare Fox dal 3 aprile 2012 al 28 agosto 2012.
| nº | Titolo originale                                             | Titolo italiano                   | Prima TV USA      | Prima TV Italia |
| -- | ------------------------------------------------------------ | --------------------------------- | ----------------- | --------------- |
| 1  | Prodigy                                                      | Bambino prodigio                  | 20 settembre 2011 | 3 aprile 2012   |
| 2  | Sabrina Has Money                                            | La famiglia di Sabrina            | 27 settembre 2011 | 10 aprile 2012  |
| 3  | Kidnapped                                                    | Il rapimento di Burt              | 4 ottobre 2011    | 17 aprile 2012  |
| 4  | Henderson, Nevada-Adjacent Baby! Henderson, Nevada-Adjacent! | Matrimonio a Las Vegas            | 5 ottobre 2011    | 24 aprile 2012  |
| 5  | Killer Hope                                                  | Eredità materna                   | 1º novembre 2011  | 1º maggio 2012  |
| 6  | Jimmy and The Kid                                            | L'amore non ha età                | 8 novembre 2011   | 8 maggio 2012   |
| 7  | Burt's Parents                                               | I genitori di Burt                | 15 novembre 2011  | 15 maggio 2012  |
| 8  | Bro-gurt                                                     | Macho-Gurt                        | 29 novembre 2011  | 22 maggio 2012  |
| 9  | The Men of New Natesville                                    | La vendetta di Jimmy e Frank      | 6 dicembre 2011   | 29 maggio 2012  |
| 10 | It's a Hopeful Life                                          | Mai più senza Hope!               | 13 dicembre 2011  | 5 giugno 2012   |
| 11 | Mrs. Smartypants                                             | Piccolo genio                     | 17 gennaio 2012   | 12 giugno 2012  |
| 12 | Gambling Again                                               | La scommessa                      | 31 gennaio 2012   | 19 giugno 2012  |
| 13 | Tarot Cards                                                  | La veggente                       | 7 febbraio 2012   | 26 giugno 2012  |
| 14 | Jimmy's Fake Girlfriend                                      | La finta ragazza di Jimmy         | 14 febbraio 2012  | 3 luglio 2012   |
| 15 | Sheer Madness                                                | Ragni in testa e scimmie ai piedi | 21 febbraio 2012  | 10 luglio 2012  |
| 16 | Single White Female Role Model                               | I tre desideri                    | 6 marzo 2012      | 17 luglio 2012  |
| 17 | Spanks Butt, No Spanks                                       | Giù le mani da Hope!              | 13 marzo 2012     | 24 luglio 2012  |
| 18 | Poking Holes in the Story                                    | Tata Virginia                     | 20 marzo 2012     | 31 luglio 2012  |
| 19 | Hogging All the Glory                                        | Un maiale per amico               | 27 marzo 2012     | 7 agosto 2012   |
| 20 | Sabrina's New Jimmy                                          | Il ragazzo di scorta              | 3 aprile 2012     | 14 agosto 2012  |
| 21 | Inside Probe (1)                                             | Segreti e rivelazioni (1)         | 10 aprile 2012    | 21 agosto 2012  |
| 22 | I Want My Baby Back, Baby Back, Baby Back (2)                | Sentenza a sorpresa (2)           | 17 aprile 2012    | 28 agosto 2012  |